# Euthysanius pretiosus
Euthysanius pretiosus là một loài bọ cánh cứng trong họ Cebrionidae. Loài này được LeConte miêu tả khoa học năm 1863.